# Hoppa József
Dr. Hoppa József (Komló, 1952. február 21. –) magyar tanár, politikus, országgyűlési képviselő.

## Életpályája

### Iskolái
1966–1970 között a Kun Béla Gimnázium diákja volt. 1971–1975 között a Pécsi Tanárképző Főiskola hallgatója volt. 1977–1979 között az Eötvös Loránd Tudományegyetem Bölcsészettudományi Kar történelem szakán tanult. 1981-ben az ELTE-n doktorált.

### Pályafutása
1975–1977 között a komlói Nov. 7. Utcai (Szilvási) Általános Iskola oktatója volt. 1977–1981 között Komló városának művelődési központjában népművelőként tevékenykedett. 1981–1990 között a komlói Kun Béla Gimnázium tanára, 1985–1988 között igazgató-helyettese volt. 1994 óta a komlói Nagy László Gimnázium pedagógusa, 2007–2010 között igazgatója volt.

### Politikai pályafutása
1989-től az MDF tagja. 1990–1994 között országgyűlési képviselő (Komló) volt. 1992–1994 között az Oktatási, ifjúsági és sportbizottság tagja volt. 1993–1994 között az Alkotmányügyi, törvényelőkészítő és igazságügyi bizottság tagja volt. 1996–1998 között a Baranya Megyei Közgyűlés tagja volt. 1998-ban polgármesterjelölt volt. 1998–2006 között komlói önkormányzati képviselő volt.

## Családja
Szülei: Hoppa József és Keresztúri Erzsébet voltak. 1977-ben házasságot kötött Mikolasek Hajnalkával. Két gyermekük született: Enikő (1978) és Máté (1986).